# Верхнетыхтемский сельсовет
Верхнетыхтемский сельсовет (по названию д. Верхний Тыхтем в Кельтеевском сельсовете Калтасинского района) — упразднённый сельсовет в Калтасинском районе.
Объединен с Кельтеевским сельсоветом в 2005 году.
Закон Республики Башкортостан от 17.12.2004 № 125-з (ред. от 06.11.2007) «Об изменениях в административно-территориальном устройстве Республики Башкортостан, изменениях границ и преобразованиях муниципальных образований в Республике Башкортостан», п.155, гласил:

Объединить Кельтеевский и Верхнетыхтемский сельсоветы Калтасинского района с сохранением наименования Кельтеевский сельсовет с административным центром в деревне Большой Кельтей, исключив Верхнетыхтемский сельсовет из учетных данных.— https://web.archive.org/web/20140219035444/http://ufa.regionz.ru/index.php?ds=14131

## Состав сельсовета
- д. Гареевка — центр сельсовета
- д. Новый Ашит
- д. Шарипово

Существовал до 1970‑х гг. хутор Заболотский.
В 1984 году упразднена деревня Каменка (Указ Президиума ВС Башкирской АССР от 25.05.1984 N 6-2/121 «Об исключении из учётных данных деревни Каменка Калтасинского района»).
В 2000 году на территории сельсовета официально образовалась новая деревня — Родники (Закон Республики Башкортостан от 30 декабря 2000 года № 132-з «О присвоении наименования „Родники“ вновь образованной деревне в составе Верхнетыхтемского сельсовета Калтасинского района Республики Башкортостан» (Ведомости Государственного Собрания, Президента и Кабинета Министров Республики Башкортостан, 2001, № 3 (123), ст. 165)).